# Quinchía (ort)
Quinchía är en ort i Colombia.   Den ligger i departementet Risaralda, i den centrala delen av landet, 200 km väster om huvudstaden Bogotá. Quinchía ligger 1 817 meter över havet och antalet invånare är 10 895.
Terrängen runt Quinchía är kuperad åt nordväst, men åt sydost är den bergig. Runt Quinchía är det ganska tätbefolkat, med 86 invånare per kvadratkilometer. Närmaste större samhälle är Anserma, 6,8 km väster om Quinchía. I omgivningarna runt Quinchía växer i huvudsak städsegrön lövskog.